# Serafí Castelló Pena
Serafí Castelló Pena   (Tarragona, 1 de març de 1893 - Beuzeville, 14 d'abril de 1943) fou un anarquista i anarcosindicalista català, destacat militant de la Confederació Nacional del Treball (CNT) i figura rellevant de la vida política i sindical tarragonina durant la Segona República i la Guerra Civil espanyola.

## Biografia
Fill adoptiu de Salvador Castelló i Mercè Pena, Serafí Castelló exercí l'ofici de picapedrer, una tasca que l'arrelà fortament a la classe treballadora i a les seves lluites. La seva trajectòria militant començà ben aviat: el 1920 ja s'havia integrat en el Centre d'Estudis Socials (CES) de Tarragona, al costat de figures com Formós Plaja Saló, i col·laborava activament en publicacions llibertàries com Fructidor (1919–1920) i Los Galeotes (1921).
Més endavant, es traslladà a Valls (Alt Camp), on continuà desenvolupant la seva tasca militant. Durant la dictadura de Primo de Rivera, fou empresonat el desembre de 1925 a El Vendrell, i en aquell context rebé el suport solidari de la Subscripció Internacional a favor dels presos per qüestions socials, organitzada per La Revista Blanca, una de les publicacions anarquistes més influents del moment.
Entre 1927 i 1929 formà part del Comitè Nacional clandestí de la CNT com a tresorer, sota la direcció de Joan Peiró. L'any 1928 també s'integrà al grup “Solidaridad”. La pressió repressiva de finals de la dècada el portà a exiliar-se a França el 1929, juntament amb Pere Cané i Barceló.
Amb la proclamació de la Segona República, retornà a Catalunya i es reincorporà de seguida a l'activitat sindical. El 1931 fou elegit president de la comissió reorganitzadora del Sindicat Únic de Treballadors de Tarragona i assistí al Ple de Sindicats de la Confederació Regional del Treball de Catalunya (CRTC) celebrat a Barcelona a l'agost. L'any 1933 participà en la creació de l'Ateneu Sindicalista Llibertari de Valls, signant els estatuts de l'entitat en nom de la comissió organitzadora.
El novembre del 1932 obtingué el permís d'obertura d'una llibreria situada al carrer Sant Antoni de Valls número 32, que es mantingué amb activitat fins a l'abril del 1936, any que va sol·licitar obrir un establiment de diaris i periòdics a la plaça del Blat de Valls.
Amb l'esclat de la Guerra Civil, tot i que per raons de salut no pogué incorporar-se al front, mantingué una activitat ininterrompuda en l'àmbit polític i sindical. El setembre de 1936 començà a col·laborar com a redactor al periòdic Acció Sindical, portaveu de la CNT a la comarca de Valls-Montblanc. El 22 d'octubre de 1936, fou nomenat regidor de l'Ajuntament de Tarragona en representació de la CNT, i des del febrer de 1937 fins al final de la guerra exercí de secretari de la Federació Local de Tarragona del sindicat, en substitució de Ferran Lazcoz Montserrat. Aquesta federació reunia aleshores uns 2.600 afiliats i gaudia d'un pes polític rellevant dins la ciutat.
El 14 d'abril de 1937 Castelló va ser designat vocal de la Comissió Especial per a l'Administració de la Propietat Urbana, un òrgan essencial en la gestió del parc immobiliari urbà en un context marcat per les confiscacions i la necessitat urgent de regular l'habitatge. Davant les acusacions de corrupció i descontrol dins la comissió, a finals d'aquell any Castelló n'assumí la presidència, impulsant una neteja interna que havia de garantir tant la competència tècnica com el compromís ideològic dels seus membres.
A més, el maig de 1938 participà en la fundació de la cooperativa de consum La Reguladora de Vendes. CNT, que pretenia garantir l'abastiment d'aliments a preus justos als afiliats del sindicat, en un moment de forta crisi econòmica i desorganització dels canals tradicionals de distribució.
També exercí com a delegat interventor de les empreses col·lectivitzades del sector de la pedra: Empreses d'Obrers Picapedrers i Marbristes de Tarragona, dins el marc de la socialització de la indústria impulsada per la CNT.
Durant aquests anys, el seu germà Jaume Castelló Pena també tingué un paper destacat, exercint com a alcalde de Tarragona entre maig de 1938 i gener de 1939.
Amb la derrota republicana i l'entrada de les tropes franquistes a Tarragona el gener de 1939, Castelló es veié forçat a l'exili. El febrer de 1939, durant la Retirada, travessà els Pirineus i fou internat al camp de concentració de Sant Cebrià de Rosselló, establert pel govern francès. Més endavant, s'instal·là a Beuzeville, al departament de l'Eure (Alta Normandia), on trobà feina com a pagès, tot i les precàries condicions dels exiliats republicans a França.
Morí el 14 d'abril de 1943 a Beuzeville, a causa d'una congestió pulmonar, segons la documentació local. Algunes fonts citen erròniament la data de defunció com a 4 d'abril. Amb ell s'apagava una de les veus més constants i compromeses del moviment llibertari català, exiliat lluny de la terra per la qual havia lluitat incansablement.